# Phorinia oblimata
Phorinia oblimata là một loài ruồi trong họ Tachinidae.